# Lagos Äntu

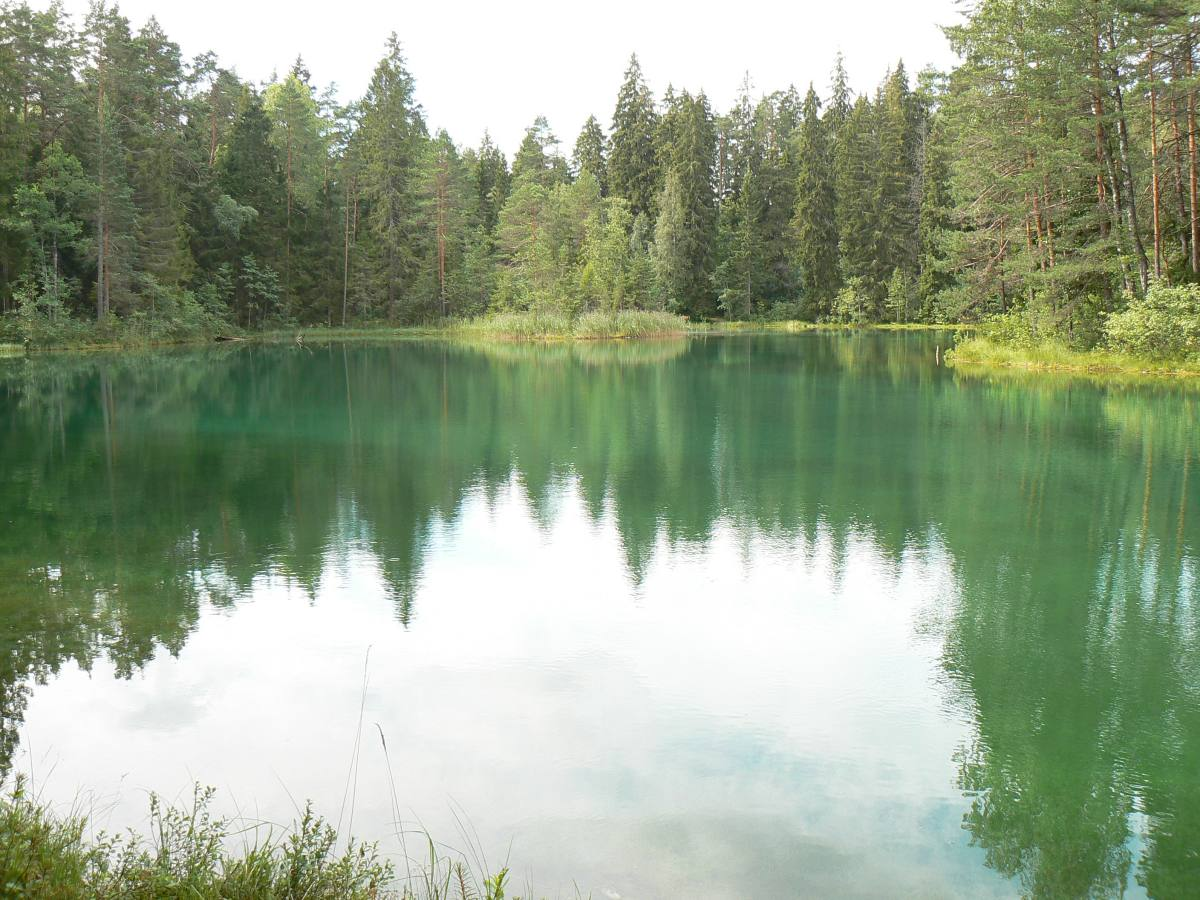
Lago Azul

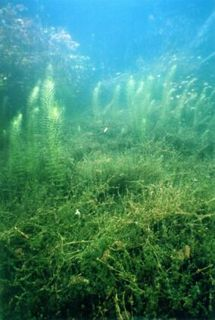
Fundo do Lago Azul

Os Lagos Äntu (em estoniano:  Äntu järved) são um grupo de sete lagos no condado de Ida-Viru, na Estónia.
Os lagos mais notáveis são o Lago Azul e o Lago Verde por causa da sua cor verde-azulada e transparência. O fundo dos lagos é coberto com lima de cor clara.
Os lagos Äntu são:
- Valgejärv ('Lago Branco');
- Roheline ou Vahejärv ('Lago Verde' ou 'Lago do Meio');
- Sinijärv ('Lago Azul');
- Lago Linaleo;
- Lago Mäetaguse;
- Kaanjärv;
- Umbjärv.[1]

Perto e ao redor dos lagos podem ser encontradas muitas trilhos para caminhadas.